# Eugenio Zapietro
Pour les articles homonymes, voir Ray Collins et Collins.
 (novembre 2018).
Si vous disposez d'ouvrages ou d'articles de référence ou si vous connaissez des sites web de qualité traitant du thème abordé ici, merci de compléter l'article en donnant les références utiles à sa vérifiabilité et en les liant à la section « Notes et références ».
 (novembre 2018).
- Si vous ne connaissez pas le sujet, laissez ce bandeau (vous pouvez alors contacter les auteurs).
- Si vous supprimez le contenu mis en cause (vous pouvez préalablement contacter les auteurs),

argumentez précisément cette suppression dans la page de discussion
(un manque de référence n'est pas un argument ; une recherche réelle de référence doit avoir été effectuée, être formellement documentée).
Eugenio Zapietro, né le 28 novembre 1936, connu sous le pseudonyme de Ray Collins, est un scénariste de bande dessinée argentin. 
Cet ancien policier et auteur de romans à l'eau de rose[réf. nécessaire] commence sa carrière de scénariste sur des bandes dessinées créées par d'autres artistes, en rédigeant notamment les textes de : Bull Rockett (bande d'Oesterheld parue en France dans Safari aux éditions Mon Journal) pour la revue Misterix, puis il invente des personnages tels que Joe Gatillo (western dessiné par Carlos Vogt) et Johnny Rosco.

## Carrière
En 1961, il crée Garret le sauvage avec le dessinateur Arturo del Castillo. Avec ce même dessinateur, devenu un ami proche, suivront les personnages de :
- Los vikingos pour Tit-Bits,
- Larry Mannino (distretto 56) qui retrace la lutte contre le crime d'un policier désabusé, fiancé avec une jeune fille de la haute société (publié en Italie dans Lanciostory),
- Le western Bannister dans les années 1970,
- El Cobra pour la revue argentine Skorpio en 1974 (puis avec Miguel A Repetto à partir de 1978) publié en France dans Karacal sous le titre Cobra, dans La Route de l'Ouest et Long rifle (sous le titre Le Crotale).

En 1962, il écrit Al sur del sol, dessinée par Jorge Moliterni, puis Precinto 56, d'abord dessinée par José Muñoz (publiée dans Sgt. Kirk, en Italie) puis Leándro Fernández (publiée dans Skorpio). 
De 1963 et 1974, il travaille sur ses personnages et tout particulièrement celui de Garret. 
En 1975, il crée, avec Juan Zanotto, Henda (Yor le chasseur paru dans Karacal) et Hor le Téméraire (dans Super-West Poche). Avec Ernesto Seijas, outre L'homme de Richmond en 1975 (publié dans Long rifle et dans Karacal), il produit Skorpio, une bande policière (publiée en France dans Marco Polo).
En 1981, Mandy Riley est paru dans Lanciostory  (qui sera repris graphiquement par Pedrazzini). En 1981-82, avec Miguel A. Repetto, il publie Conrack, un western de 24 épisodes paru dans Skorpio.
En 1984-85,toujours avec Repetto, il publie Dan Flynn, western des éditions Record publié dans Skorpio.